# The Prodigal (Angel)
The Prodigal conocido en América Latina y en España como El Hijo Prodigo es el décimo quinto episodio de la primera temporada de la serie de televisión estadounidense Ángel. Escrito por Tim Minear y dirigido por Bruce Seth Green, el episodio se estrenó originalmente el 22 de febrero de 2000. Mientras investiga los extraños movimientos del Sr. Lockley sin involucrar a Kate en el progreso, Angel recuerda su relación pasada con su fallecido padre.

## Argumento
Ángel está comenzando a recordar su pasado como un muchacho de 26 años antes de terminar convertido en un vampiro: 
En Galway, Irlanda en 1753, Ángel (conocido en sus días de mortal como Liam) está teniendo dificultades con su padre, quien se muestra avergonzado de sus hábitos y su personalidad irresponsable. Tanto resentimiento le tiene su padre que lo expulsa de su hogar, para tristeza de su madre y hermana menor que se despiden de él entre lágrimas y lamentos. Esa misma noche, Liam corre con la suerte de toparse con Darla que lo engendra como Vampiro en un callejón. Luego de su funeral, Liam renace como un vampiro quien decide llamarse con el nombre de Ángelus y mata a toda su familia, incluyendo a su decepcionado padre y todos los habitantes del pueblo.
En el presente:
Ángel está comenzando a sospechar del señor Lockley luego de verlo marcharse de una escena del crimen con un paquete, el cual parece relacionado con el ataque que recibió un repartidor del Blue Circle en el metro por un demonio disfrazado como un vagabundo. Según Wesley, el demonio que atacó al repartidor es una Kwaini, una raza de demonios que solo son mujeres y que suelen ser pacíficas e inofensivas. No obstante la autopsia que el inglés le aplica a la Kwaini que atacó al repartidor revela que la demonio estaba drogada y que atacó por la adicción que le provoca la sustancia a la especie.   
Ángel sigue al repartidor atacado y descubre que le está entregando paquetes al señor Lockley. Preocupado de que Kate enfrente a su padre encerrado tras las rejas, Ángel confronta al retirado policía quien se muestra agresivo por las acusaciones del vampiro y se niega seguir hablando con el. Al día siguiente, Trevor interroga a su hija para saber todo lo que sabe de Ángel y la relación que ambos tienen, algo que confunde a Kate. Poco después se reúne con sus socios unos traficantes de partes de autos. Trevor les comenta que cree estar siendo vigilado aunque no se atreve a dejar el negocio ante su falta de dinero. Al marcharse se revela que los socios no son otra cosa más que vampiros que sirven a un demonio para ayudarlo a traficar la droga que enloquece a las Kwainis. El demonio jefe ordena la muerte de Trevor al ya no considerarlo un hombre de confianza.  
Dos hombre en traje visitan al Señor Lockley para asegurarse de que no le haya comentado nada a su hija. Mientras, en Investigaciones Ángel, Wesley y Cordelia son rescatados por su jefe de unas Kwainis que han seguido la droga hasta el edificio. Ángel se da cuenta del complot en el que el señor Lockley está enredado y corre a ayudarlo no sin antes llamar a Kate para advertirle de proteger a su padre. Mientras Kate trata de llegar a su padre, Ángel trata de convencer al expolicía de invitarlo a entrar a su hogar. Desafortunadamente los hombres en traje se revelan como vampiros y asesinan a Trevor. Kate no tarda en encontrar el cuerpo de su padre y decide tomar venganza de sus asesinos al rastrear a los vampiros hasta la guarida del tráfico de droga. Una vez allí con ayuda de Ángel, ambos matan a los vampiros y Ángel decapita al demonio jefe.
Ángel recuerda como después de haber matado a su familia; las palabras de Darla quien le advierte a su engendrado que a pesar de que por fin se desquitó con su padre, irónicamente su recuerdo lo perseguirá por siempre. Kate, molesta por la muerte de su padre le comenta a Ángel que no sabe lo que es perder a un padre por ser una criatura de la oscuridad y se marcha. En el cementerio Kate visita la tumba de su padre mientras Ángel la observa en la seguridad de las sombras.

## Elenco
- David Boreanaz como Ángel.
- Charisma Carpenter como Cordelia Chase.
- Alexis Denisof como Wesley Wyndam Pryce.

## Producción

### Filmación
Cuando Ángelus se levanta de su tumba su aliento y el de Darla están visibles. Según lo mostrado en la serie los vampiros ya no respiran y mucho menos tienen temperatura corporal. El productor y escritor Tim Minear comento que en la locación donde se encontraban filmando había mucho frío y que no contaban con un presupuesto lo suficientemente grande como para borrarlos digitalmente.

## Continuidad
- Trevor Lockley muere, marcando nuevamente la relación entre Kate y Ángel particularmente más "tensa".
- Kate comienza a interesarse en los casos paranormales de Los Ángeles.
- Ángel comienza recordar su pasado luego de ser engendrado por Darla hace ya varios siglos como se vio en el final de la segunda temporada de Buffy.
- Darla aparece por primera vez en la serie. Quien a partir del final de la primera temporada y en el resto de la segunda se vuelve una pieza importante de Wolfram&Hart.